# Echallens (district)
Het district Echallens (Frans: District d'Echallens, Duits: Bezirk Echallens) was een administratieve eenheid binnen het kanton Vaud. De hoofdplaats is Echallens. Het district is in de cirkels (Frans: Cercle) Vuarrens, Bottens en Echallens opgesplitst. De gemeente Bercher behoorde tot 1960 tot het district Moudon. Na het herindelen van de districten in het Kanton Vaud zijn in 2008 alle gemeenten naar het nieuwe district Gros-de-Vaud gegaan.
Het district heeft een oppervlakte van 135,86 km² en heeft 21.121 inwoners (eind 2003) en bestaat uit de volgende gemeenten:
| Bottens              | 995  | 6,79 |
| Bretigny-sur-Morrens | 661  | 2,88 |
| Cugy                 | 2120 | 2,95 |
| Dommartin            | 269  | 2,94 |
| Froideville          | 1511 | 7,12 |
| Malapalud            | 62   | 0,83 |
| Morrens              | 945  | 3,68 |
| Poliez-le-Grand      | 526  | 5,15 |
| Poliez-Pittet        | 596  | 5,00 |
| Villars-Tiercelin    | 362  | 5,02 |

| Assens                | 842  | 4,50 |
| Bioley-Orjulaz        | 301  | 3,12 |
| Echallens             | 4686 | 6,66 |
| Eclagnens             | 85   | 2,14 |
| Etagnières            | 806  | 3,80 |
| Goumoens-la-Ville     | 602  | 7,27 |
| Goumoens-le-Jux       | 30   | 1,29 |
| Oulens-sous-Echallens | 401  | 5,88 |
| Saint-Barthélemy      | 654  | 4,11 |
| Villars-le-Terroir    | 711  | 7,06 |

| Bercher                | 901 | 4,26 |
| Essertines-sur-Yverdon | 694 | 9,78 |
| Fey                    | 442 | 7,35 |
| Naz                    | 91  | 1,16 |
| Pailly                 | 413 | 5,77 |
| Penthéréaz             | 365 | 5,66 |
| Rueyres                | 209 | 2,01 |
| Sugnens                | 249 | 2,69 |
| Vuarrens               | 592 | 8,99 |

Aigle · Broye-Vully · Gros-de-Vaud · Jura-Nord vaudois · Lausanne · Lavaux-Oron · Morges · Nyon · Ouest lausannois · Riviera-Pays-d'Enhaut

Voormalige districten: Aubonne · Avenches · Cossonay · Echallens · Grandson · La Vallée · Lavaux · Moudon · Orbe · Oron · Payerne · Pays-d'Enhaut · Rolle · Vevey · Yverdon